# Zakroczym (gmina)
Zakroczym – gmina miejsko-wiejska w województwie mazowieckim, w powiecie nowodworskim. W latach 1975–1998 gmina położona była w województwie warszawskim.
Siedziba gminy to Zakroczym.
Według danych z 30 czerwca 2004 gminę zamieszkiwało 6385 osób. Natomiast według danych z 31 grudnia 2017 roku gminę zamieszkiwało 6087 osób.

## Struktura powierzchni
Według danych z roku 2002 gmina Zakroczym ma obszar 71,42 km², w tym:
- użytki rolne: 72%
- użytki leśne: 12%

Gmina stanowi 10,33% powierzchni powiatu.

## Demografia

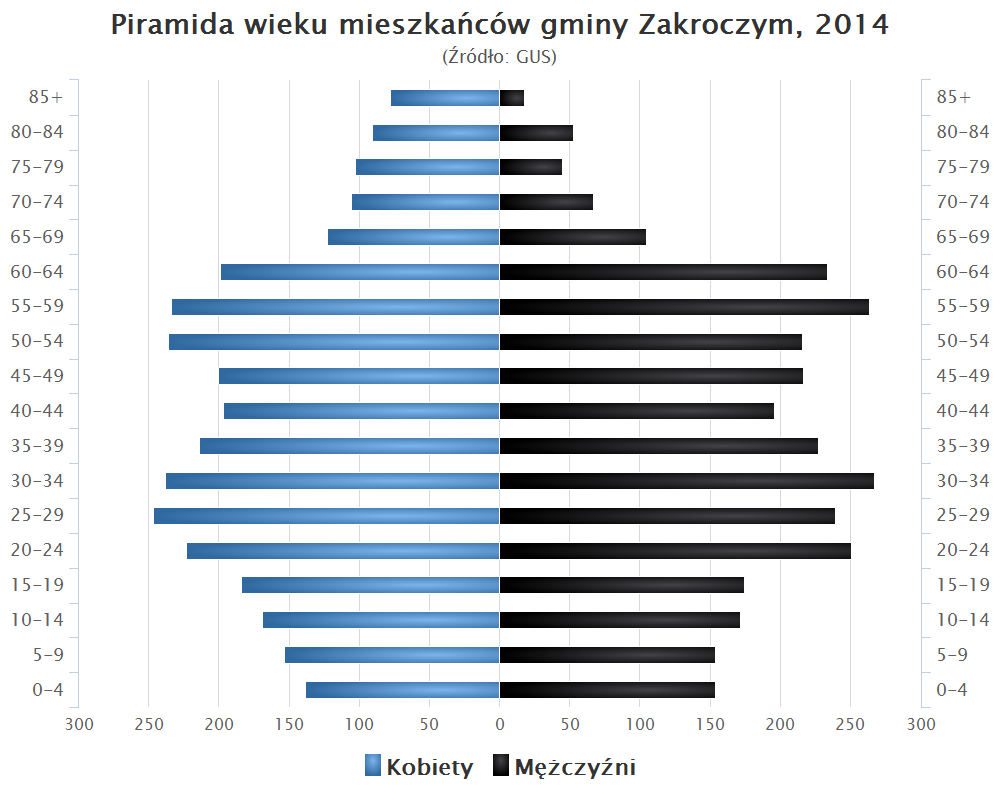
Piramida wieku mieszkańców gminy Zakroczym w 2014 roku

Dane z 30 czerwca 2004:
| Opis                              | Ogółem | Ogółem | Kobiety | Kobiety | Mężczyźni | Mężczyźni |
| --------------------------------- | ------ | ------ | ------- | ------- | --------- | --------- |
| jednostka                         | osób   | %      | osób    | %       | osób      | %         |
| populacja                         | 6385   | 100    | 3242    | 50,8    | 3143      | 49,2      |
| gęstość zaludnienia (mieszk./km²) | 89,4   | 89,4   | 45,4    | 45,4    | 44        | 44        |

## Sołectwa
Smoszewo, Błogosławie, Czarna, Emolinek, Henrysin, Janowo, Jaworowo-Trębki Stare, Smoły, Strubiny, Swobodnia, Śniadowo, Trębki Nowe, Trębki Stare, Wojszczyce, Wólka Smoszewska, Wygoda Smoszewska, Zaręby.
Miejscowością podstawowa bez statusu sołectwa jest Mochty-Smok.

## Sąsiednie gminy
Czosnów, Czerwińsk nad Wisłą, Joniec, Leoncin, Nasielsk, Nowy Dwór Mazowiecki, Pomiechówek, Załuski